# Enter Sandman
"Enter Sandman" pjesma je američkog heavy metal sastava Metallica. Objavljena je kao prvi singl s njihova albuma Metallica iz 1991. godine. Glazbu su skladali Kirk Hammett, James Hetfield i Lars Ulrich. Pjevač i gitarist James Hetfield je napisao tekst, koji govori od noćnim morama kod djece.
U konačnici, pjesma se ukupno prodala više od 30 milijuna kopija što je pridonijelo Metallici veliku popularnost.[nedostaje izvor] Pjesma se pojavljuje na svakom albumu uživo nakon 1991. godine.